# (It's Just) The Way That You Love Me
Singles de Paula Abdul
Knocked Out
(1988) Straight Up
(1988)
Singles par Paula Abdul
Cold Hearted
(1989) Opposites Attract
(1989)
(It's Just) The Way That You Love Me est une chanson de l'artiste américaine Paula Abdul issue de son premier album studio Forever Your Girl. Elle sort en single le 7 mai 1988 sous le label Virgin Records.
Le titre sort originellement en 1988. La chanson est remixée pour la sortie en single. La chanson est originellement un échec, atteignant seulement la 88e position du Billboard Hot 100. Le single sera relancé en 1989, cette fois dans sa version originale, après la percée de Paula Abdul (qui viendra avec le single suivant : Straight Up) et atteindra la 3e position du Billboard Hot 100.

## Performance dans les hits-parades
| Classement (1988/1989)         | Meilleure position |
| ------------------------------ | ------------------ |
| Canada (RPM Top 100 Singles)   | 5                  |
| Nouvelle-Zélande (RMNZ)        | 12                 |
| Royaume-Uni (UK Singles Chart) | 74                 |
| États-Unis (Hot 100)           | 3                  |
| États-Unis (R&B/Hip-Hop Songs) | 10                 |
| États-Unis (Dance Club Songs)  | 18                 |